# Mônaco nos Jogos Olímpicos de Inverno de 2018
Mônaco participou dos Jogos Olímpicos de Inverno de 2018, realizados na cidade de Pyeongchang, na Coreia do Sul. 
Foi a décima aparição do país em Olimpíadas de Inverno desde que estreou nos Jogos de 1984, em Sarajevo. Esteve representado por quatro atletas que competiram no esqui alpino e no bobsleigh.

## Desempenho

### Bobsleigh
Masculino
| Atleta                  | Evento | Final     | Final     | Final     | Final     | Final   | Final |
| Atleta                  | Evento | Descida 1 | Descida 2 | Descida 3 | Descida 4 | Total   | Pos.  |
| ----------------------- | ------ | --------- | --------- | --------- | --------- | ------- | ----- |
| Rudy Rinaldi Boris Vain | Duplas | 49.85     | 49.69     | 49.68     | 49.80     | 3:19.02 | 19º   |

### Esqui alpino
Feminino
| Atleta            | Evento    | Descida 1 | Descida 2 | Total   | Pos. |
| ----------------- | --------- | --------- | --------- | ------- | ---- |
| Alexandra Coletti | Combinado | DNS       | DNS       | DNS     | DNS  |
| Alexandra Coletti | Downhill  |           |           | 1:45.04 | 27º  |
| Alexandra Coletti | Super-G   |           |           | 1:24.01 | 30º  |

Masculino
| Atleta        | Evento         | Descida 1 | Descida 2 | Total   | Pos. |
| ------------- | -------------- | --------- | --------- | ------- | ---- |
| Olivier Jenot | Combinado      | 1:22.71   | 50.73     | 2:13.44 | 28º  |
| Olivier Jenot | Slalom gigante | 1:14.93   | 1:14.16   | 2:29.09 | 38º  |
| Olivier Jenot | Super-G        |           |           | 1:28.80 | 38º  |

Legenda
| Recorde mundial      | Recorde mundial (World record)               |                       | Recorde africano                      | Recorde africano (African) |                                           | Q | Classificado por posição (Qualified) |
| Recorde olímpico     | Recorde olímpico (Olympic record)            | Recorde da América    | Recorde da América (Americas)         | q                          | Classificado por melhor tempo (Qualified) |   |                                      |
| Melhor marca do ano  | Melhor marca do ano (World leading)          | Recorde asiático      | Recorde asiático (Asian)              | DNS                        | Não largou (Did not start)                |   |                                      |
| Recorde nacional     | Recorde nacional (National record)           | Recorde europeu       | Recorde europeu (European)            | DNF                        | Não terminou (Did not finish)             |   |                                      |
| Recorde pessoal      | Recorde pessoal do atleta (Personal best)    | Recorde da Oceania    | Recorde da Oceania (Oceania)          | DSQ / DQ                   | Desclassificado (Disqualified)            |   |                                      |
| Recorde da temporada | Recorde da temporada do atleta (Season best) | Recorde sul-americano | Recorde sul-americano (South America) | NM                         | Sem marca (No mark)                       |   |                                      |